# Дёбельн
Дёбельн (нем. Döbeln) — город в Германии, районный центр, расположен в земле Саксония. Подчинён административному округу Хемниц. Входит в состав района Средняя Саксония. Подчиняется управлению Дёбельн. Население составляет 23583 человек (на 31 декабря 2019 года). Занимает площадь 91,74 км². Официальный код — 14 3 75 030.
Город подразделяется на 15 городских районов.

## Известные уроженцы
- Капс, Эрнст (1826—1887) — немецкий музыкальный конструктор и производитель фортепиано.
- Агрикола, Курт (1889—1955) — немецкий военачальник, генерал-лейтенант вермахта.
- Розенбаум, Гельмут (1913—1944) — немецкий офицер-подводник, капитан 3-го ранга.

## Города-побратимы
- Живор, Франция
- Хайденхайм-ан-дер-Бренц, Германия
- Унна, Германия
- Вишков, Чехия